# Rura Julu Toruan
Rura Julu Toruan is een bestuurslaag in het regentschap Tapanuli Utara van de provincie Noord-Sumatra, Indonesië. Rura Julu Toruan telt 15 inwoners (volkstelling 2010).